# HD13929
HD13929 — хімічно пекулярна зоря спектрального класу A3, що має видиму зоряну величину в смузі V приблизно  7,5.
Вона  розташована на відстані близько 347,3 світлових років від Сонця.